# Abelardo Luz
Abelardo Luz là một đô thị thuộc bang Santa Catarina, Brasil. Đô thị này có diện tích 955,368 km², dân số năm 2007 là 18909 người, mật độ 19,8 người/km².